# Ново-Соборная площадь
Но́во-Собо́рная — площадь в Томске. Образована проспектом Ленина, проездом к Спортивному переулку, Советской улицей и подъездом к городскому саду от проспекта Ленина.

## История

### Предыстория
На момент основания Томска (1604) исторический район Подгорная (Нижняя) Елань, где позже появится площадь, представлял собой вековую целину, которую весной 1605 года вспахали и засеяли, превратив в «государеву пашню».

### XIX век
Площадь начала формироваться в 1830-е годы. Первым построенным на этом месте зданием стало губернское правление (1842 год, архитектор А. П. Деев).

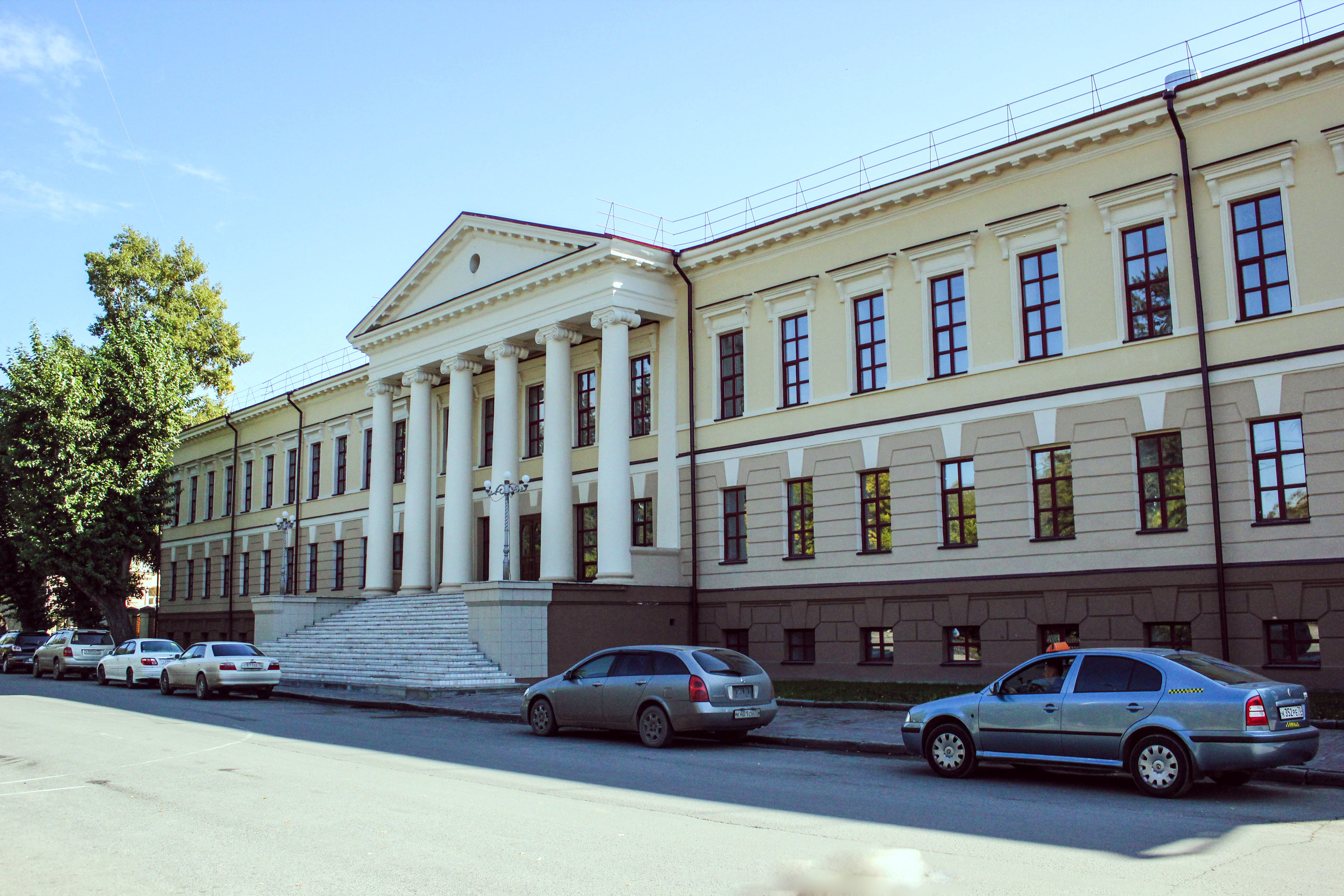
Бывшее губернское правление (ныне один из корпусов СФТИ).

Первое название — Ново-Соборная (Соборная) получила в 1878 году в связи с возведением здесь Троицкого кафедрального собора. Собор был заложен в 1845 году, но из-за обрушения главного купола собора 26 июля (7 августа) 1850 года строительство было остановлено и окончено только в 1888 году (освящение собора состоялось в 1900 году). Рядом с собором, в его ограде, в знак признания заслуг был похоронен председатель строительного комитета по возведению собора купец 1-й гильдии Пётр Васильевич Михайлов (1832—1906), над могилой была возведена часовня.
В конце XIX века с восточной стороны площади разбит городской сад, южную границу площади, рядом со зданием губернского правления, завершил построенный в 1891 году дом губернатора.

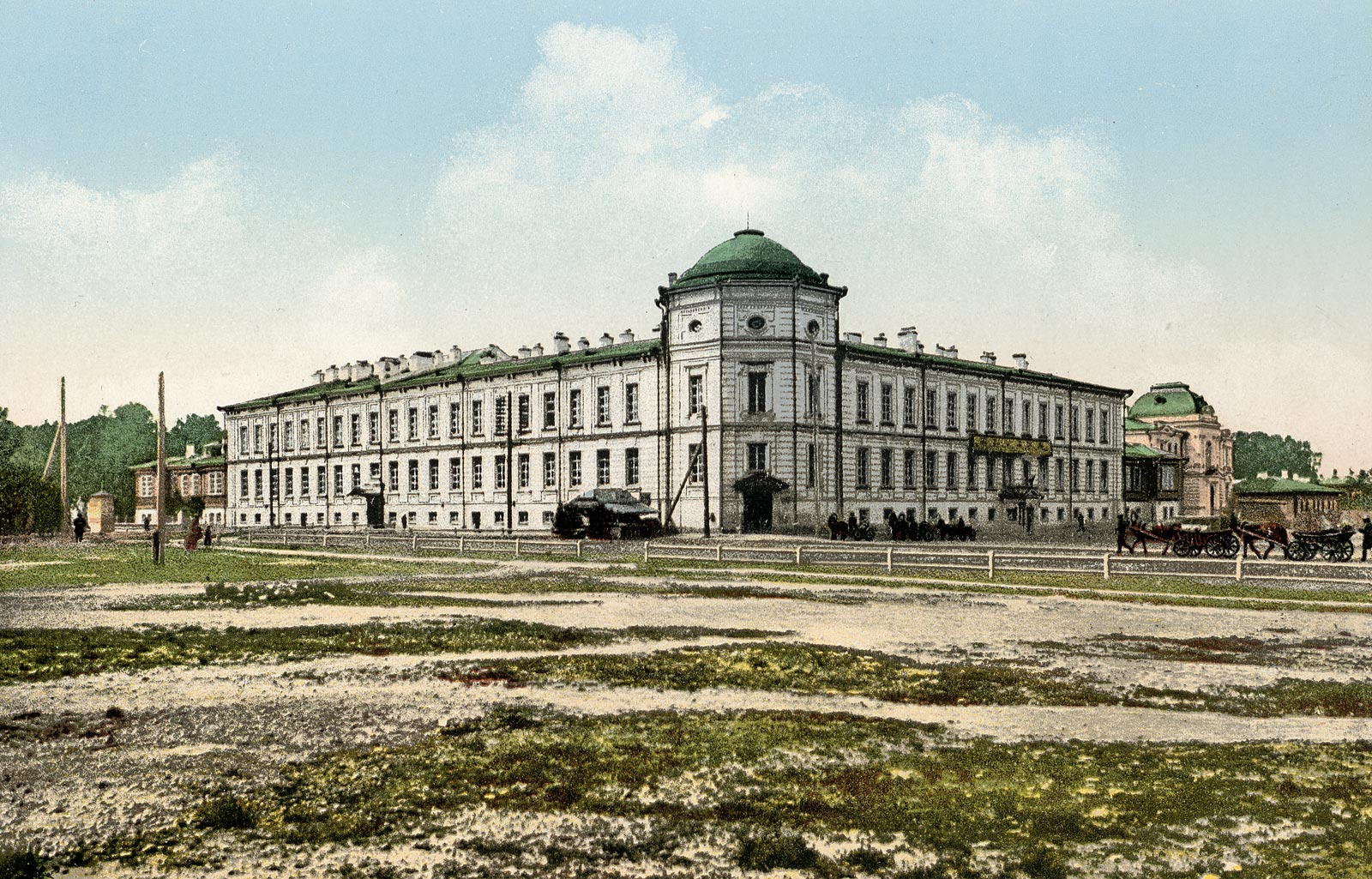
Ново-Соборная площадь перед зданием университетских клиник. 1900-е годы.

В 1893 году на северной стороне площади по проекту томского архитектора П. П. Нарановича возведён дом купца Гадалова (перестроен К. К. Лыгиным в 1912 году), а в 1897 году было построено здание губернской мужской гимназии, автором проекта которого также стал П. П. Наранович.

### XX век
В начале XX века у западной границы площади, вдоль Садовой улицы (ныне — часть проспекта Ленина в районе Московского тракта), построено здание Управления Сибирской железной дороги.
В первые годы XX века на площади состоялось несколько митингов против политики царского самодержавия. Первый из них, прошедший 11 (24) марта 1901 года, организовал и возглавил Николай Баранский. Другие подобные собрания на Новособорной площади прошли 18 апреля (1 мая) 1902 года и 1 (14) мая 1903 года.
В 1905 году по Томску прокатилась волна митингов и забастовок, не обошедших стороной и Ново-Соборную площадь. Одно из этих мероприятий окончилось массовой гибелью людей, известной в Томске как черносотенный погром: 20 октября (2 ноября) бастующие собрались на митинг в театре Королёва, располагавшемся тогда за зданием управления железной дороги. Большая толпа как сторонников, так и противников забастовки, собралась и на самой площади. В результате возникшего конфликта бастующие под натиском противников были загнаны в здание железнодорожного управления. В ходе дальнейших событий управление железной дороги и театр Королёва были подожжены. В числе погибших оказались и не принимавшие участия в митинге железнодорожные служащие, пришедшие в управление для получения выдаваемой в этот день зарплаты, и их дети.
3 (16) марта 1917 года, после того как в Томск была доставлена телеграмма из Петрограда о свержении императора, на площади прошёл народный сход, а 10 (23) марта состоялся «Праздник революции».
В апреле того же года, накануне празднования Первого мая, по разным данным — прозвучало предложение о переименовании, принято решение о переименовании, или же — состоялось переименование — Ново-Соборной площади в площадь Революции. Так или иначе, но этим именем площадь часто называли вплоть до временного перехода власти в Томске к правительству Колчака.. Также в этот период её называли площадью Свободы (по некоторым данным, 10 (23) марта 1917 года данное название было официально присвоено площади).

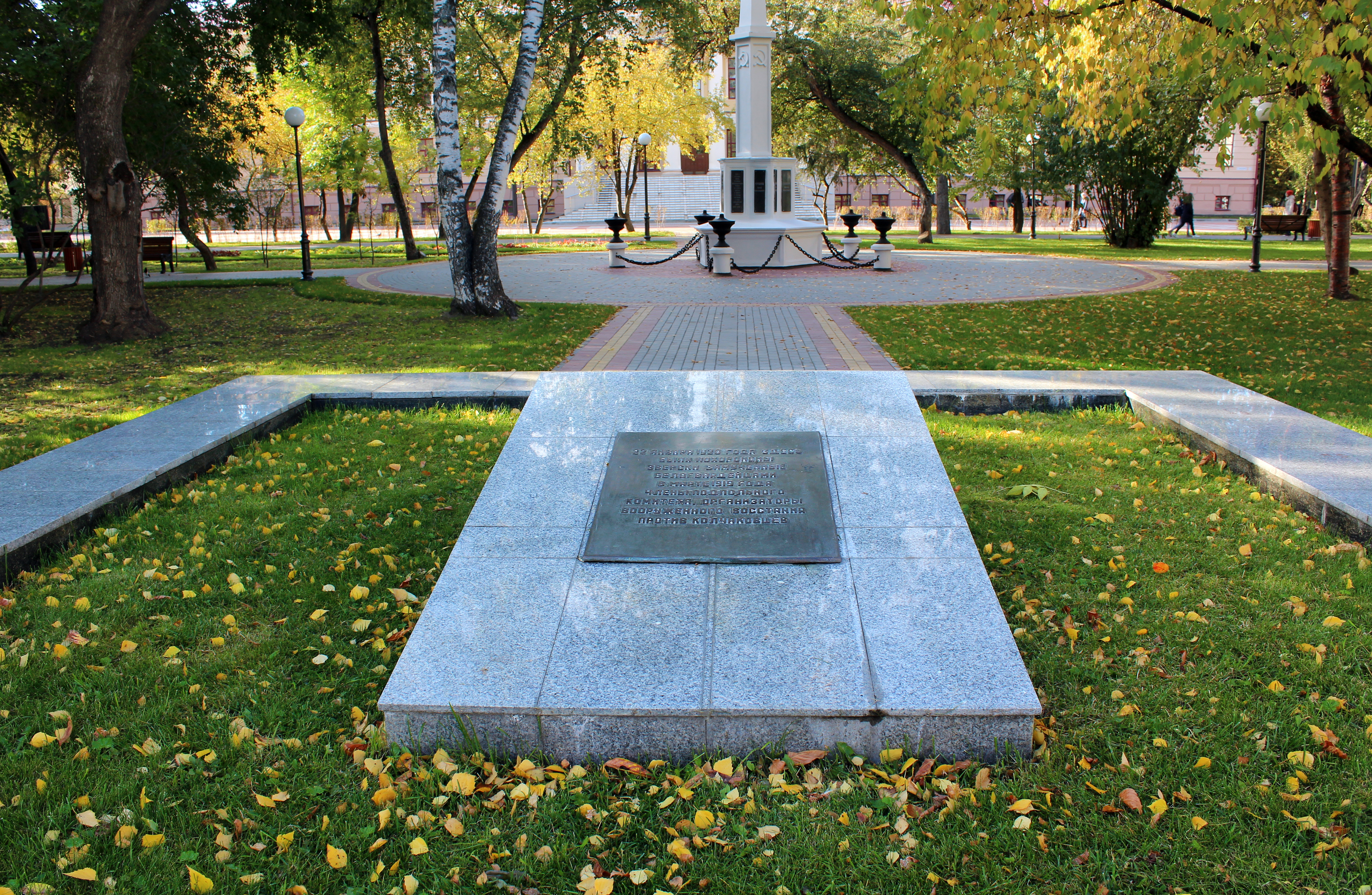
Братская могила большевиков, убитых колчаковцами в 1919 году. На заднем плане памятник борцам за Советскую власть в Томске.

По преданию, покидая в 1919 году Томск, И. И. Гадалов спрятал в стене своего дома клад — 10 тысяч золотых червонцев. Клад, несмотря на многочисленные поиски как новыми властями, так и самим Гадаловым, возвратившимся в Томск в начале 1920-х годов, так и не был найден.
22 января 1920 года на площади были торжественно перезахоронены останки большевиков-подпольщиков, погибших во время восстания в марте 1919 года (И. Григорьева и других).
20 мая 1920 года площади было присвоено (или возвращено) название площадь Революции, под которым она существовала последующие 77 лет.
В 1920 году закрыта мужская гимназия. В её здании до 1999 года поочерёдно располагались военные учебные заведения: командные курсы, Томское артллерийское училище, Томское высшее военное командное училище связи.
Решением СНК РСФСР от 1 октября 1928 года, на базе Научно-исследовательского института прикладной физики, кафедры физики и физического кабинета Томского государственного университета был создан Сибирский физико-технический институт. Решением томского городского совета новому институту было выделено здание бывшего губернского правления.
4 августа 1929 года в северной части площади открыт стадион «Динамо» с трибунами футбольным полем, велотреком, спортивными площадками, а в зимнее время — также катком.
В 1930 году был закрыт для богослужений, а в 1934 году разобран на кирпичи Троицкий собор.
В 1935—1992 годах вдоль проспекта Ленина располагались трибуны для почётных гостей праздничных демонстраций трудящихся, с памятником В. И. Ленину на них.
В декабре 1939 года, к 20-летию изгнания из Томска белогвардейцев, рядом с могилой большевиков-подпольщиков установлен памятник, авторами которого являлись Л. Г. Васенина и Н. Е. Турчанинов.
Дома Гадаловых были национализированы, в них разместились различные учреждения, в угловом одноэтажном с начала 1930-х годов стала работать столовая Томского медицинского института. В 1935 году, после отмены карточной системы снабжения стали открывать новые магазины и в этом доме был организован первый в Томске магазин «Гастроном» (в просторечии названный «верхним», в отличие от «нижнего» гастронома, расположенного у пересечения проспекта Ленина с переулком Нахановича).

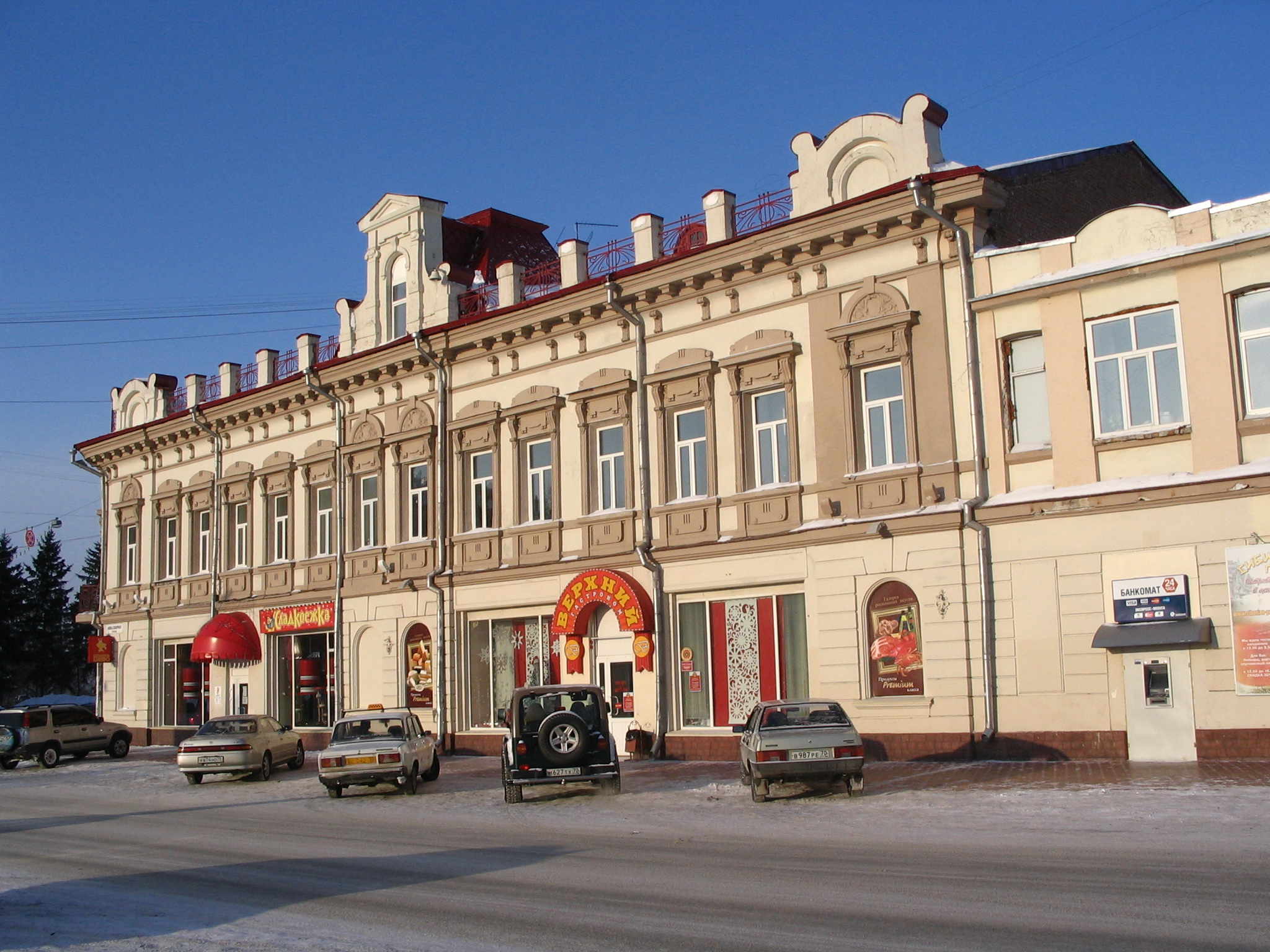
«Верхний гастроном».

В конце 1950-х — начале 1960-х годов к зданию бывшего управления железной дороги, в котором тогда располагался Томский электромеханический институт инженеров транспорта, пристроен четырёхэтажный корпус с возведением центрального переходного здания с портиком и полуколоннами, позже южную часть нового здания тоже надстроили одним этажом. В 1962 году в этом здании был открыт Томский институт радиоэлектроники и электронной техники (ныне ТУСУР).

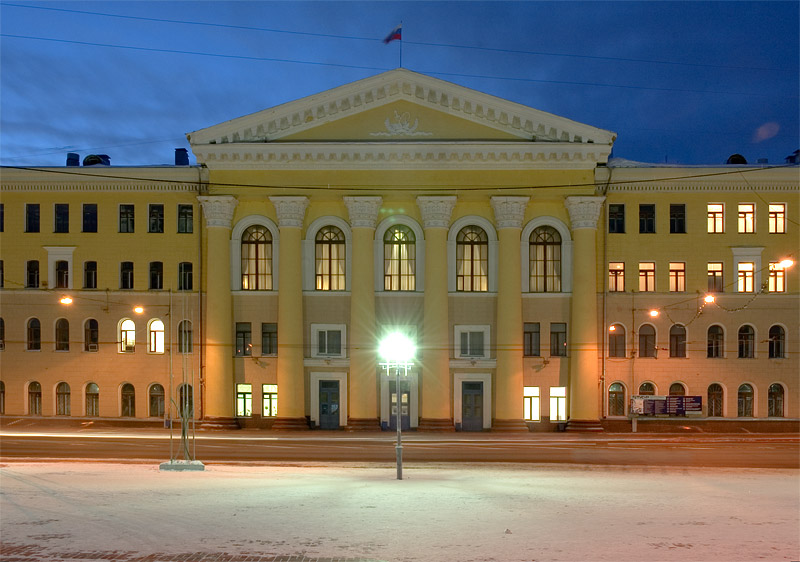
Главный корпус ТУСУРа.

В 1964 году закрыт и снесён стадион «Динамо», а на его бывшей территории обустроен сквер.
В конце 1970-х — начале 1980-х годов в северо-восточной части площади возведено девятиэтажное здание Томского областного управления статистики.

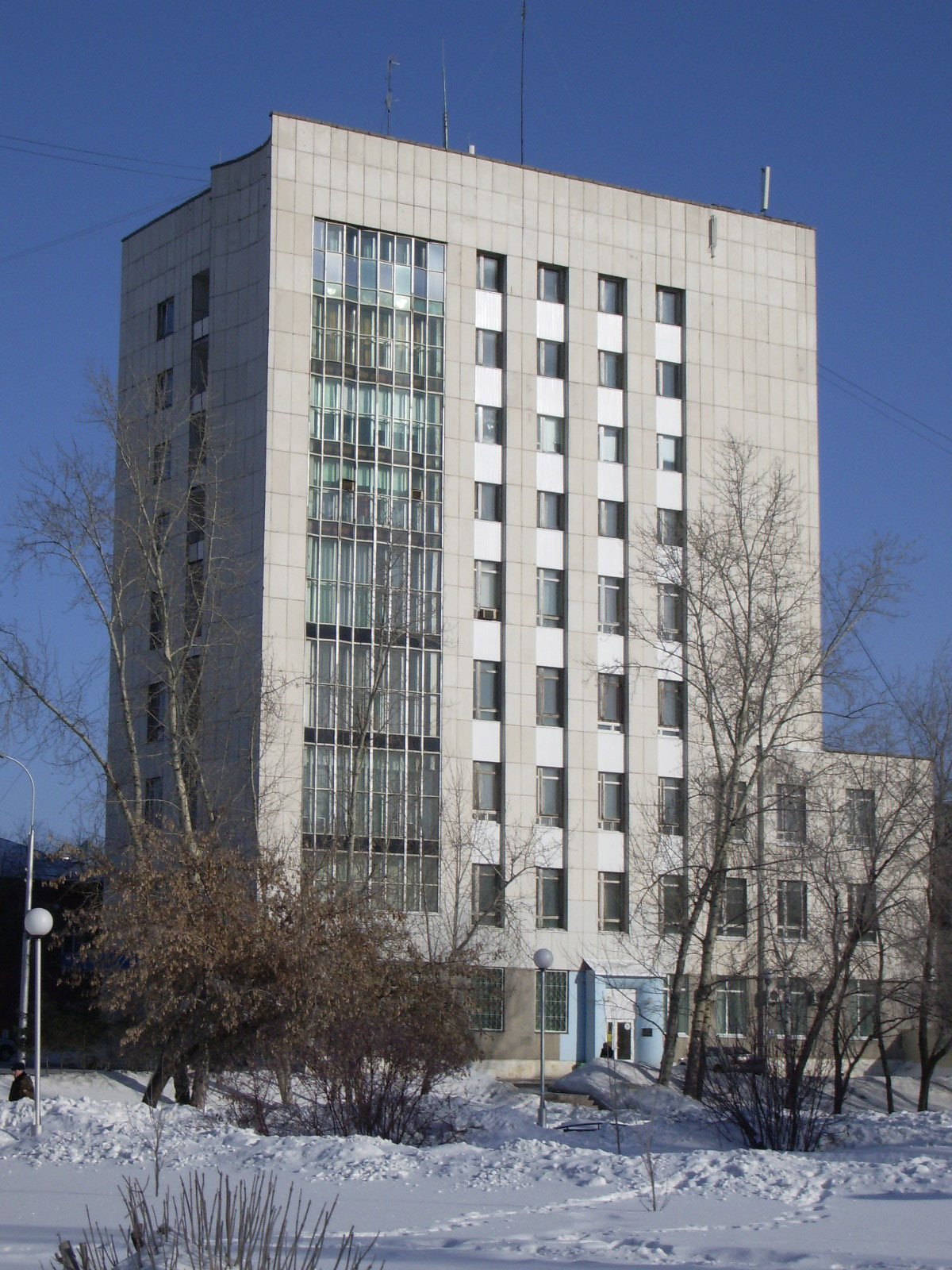
Федеральная служба Государственной статистики.

В мае 1997 года площади было возвращено название Ново-Соборная, с сохранением исторической орфографии. Написание в новом стиле («Новособорная») не легализовано.

### XXI век
Накануне празднования 400-летия Томска (2003) на площади обустроен фонтан.
С предстоявшим празднованием юбилея города, а также с близостью площади к трём университетам (ТГУ, ТУСУР, СибГМУ), связано возведение здесь в 2004 году ещё одного объекта — памятника студенчеству Томска (Святой Татьяне).

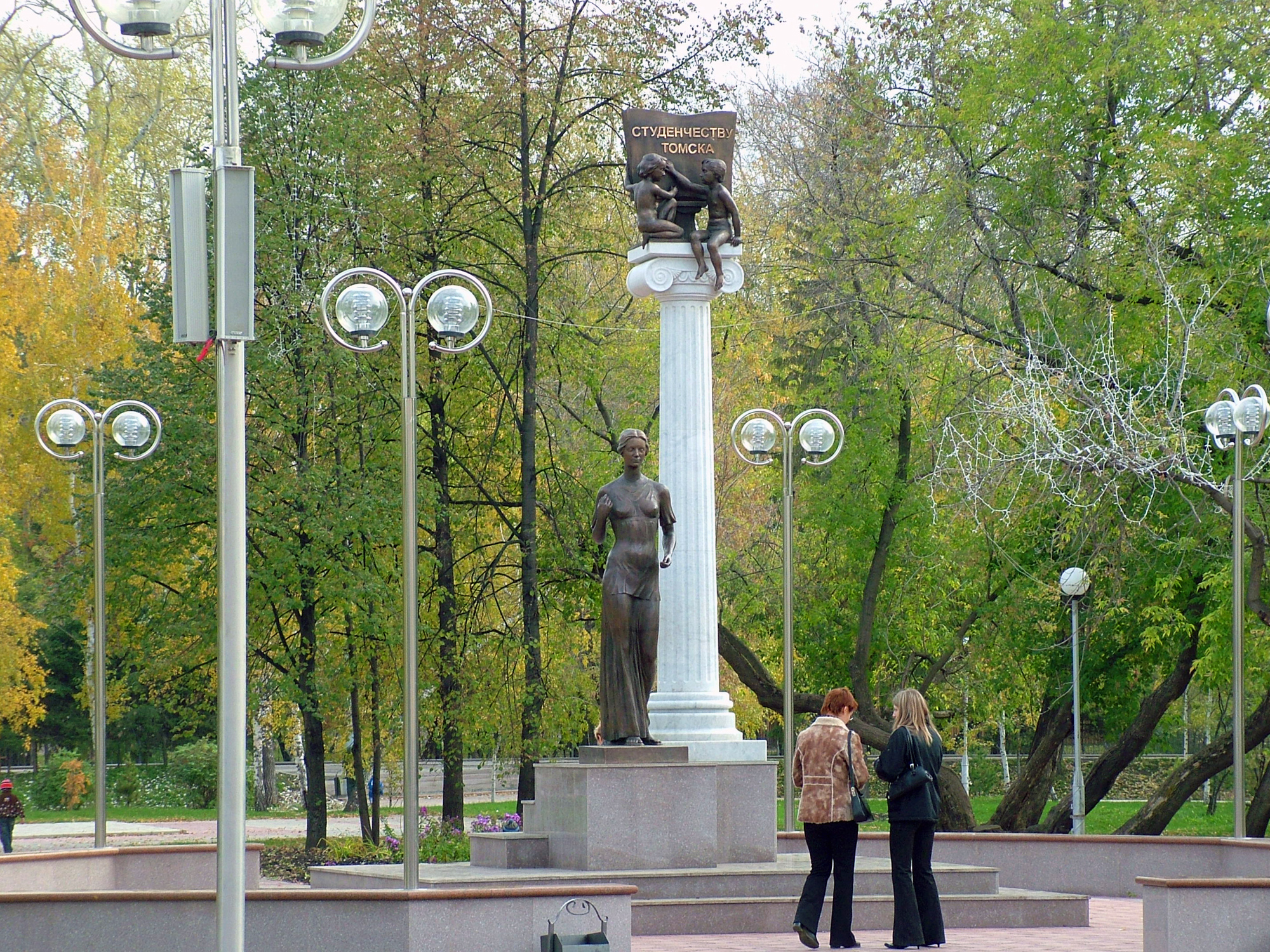
Памятник студенчеству Томска.

В 2005 году в честь 60-летия Победы в Великой Отечественной войне в южной части площади появилась Аллея Победы с комплексом памятников и стел.
12 июня 2008 года, в рамках IV Томского карнавала, на площади был установлен памятник рублю, выполненный из дерева. В мае 2014 года, после акта вандализма, памятник был демонтирован и отправлен на реставрацию. (С апреля 2015 года экспонируется на Воскресенской горе рядом со зданием музея истории Томска).

Памятник рублю на Ново-Соборной площади.

С июня по сентябрь 2017 года велась масштабная реконструкция площади, в ходе которой там поменяли тротуарную плитку, бордюры, демонтировали старые и установили новые фонари и скамейки. Одной из основных воплощённых идей реконструкции стало оборудование новой площадки для отдыха, на месте освободившемся после демонтажа пьедестала и подпорных стенок фонтана, на который установили новое светомузыкальное оборудование и укрепили основную конструкцию фундаментом. На завершающем этапе работ с площади удалили засохшие растения, а взамен посадили около 700 новых деревьев и кустарников среди которых: крупноразмерные и молодые ели, саженцы: сибирского кедра, лиственницы, липы, яблони, ясеня, венгерской и амурской сирени.

## В культуре

### Черносотенный погром

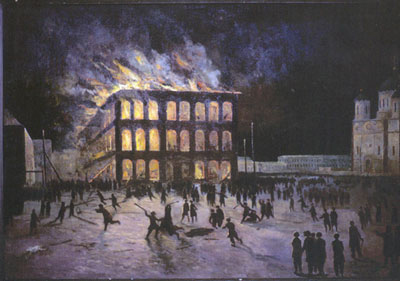
Владимир Вучичевич-Сибирский. «Черносотенный погром в Томске».

- В начале XX века издательствами Томска выпущено несколько публицистических материалов, посвящённых черносотенному погрому на Ново-Соборной площади, в том числе — роман томского писателя Не-Крестовского (настоящее имя — Валентин Владимирович Курицын) «В зареве пожара» в газете «Сибирские отголоски» (1910)[22][23].
- Художником В. Д. Вучичевичем-Сибирским написана картина «Черносотенный погром в Томске (события 20 октября 1905 года)». Идея автора в дальнейшем напечатать репродукции данного произведения на открытках, которые распространить среди общественности, реального воплощения не получила[24].